# Chatou (gemeente)
Chatou is een gemeente in het Franse departement Yvelines (regio Île-de-France). De gemeente telde 30.054 inwoners op 1 januari 2022. De plaats maakt deel uit van het arrondissement Saint-Germain-en-Laye en ligt aan de Seine.

## Geschiedenis
Chatou is ontstaan uit een Merovingische villa op de oever van de Seine. In 845 werd het dorp geplunderd door de Vikingen die de Seine opvoeren. In diezelfde negende eeuw ontstond de heerlijkheid Chatou rond een versterkte woning. Gilles Mallet, raadsheer van koning Karel V van Frankrijk, kocht in 1374 de heerlijkheid Chatou en liet een nieuw kasteel bouwen. Het dorp had erg te lijden onder de Honderdjarige Oorlog; in 1470 zou Chatou nog maar dertig inwoners hebben geteld. In 1588 werd het dorp ommuurd. Deze omwalling met vier poorten diende vooral om rovers buiten te houden. In 1626 liet de heer van Chatou een eerste (houten) brug over de Seine bouwen. Tot dan moest het verkeer tussen Parijs en Saint-Germain-en-Laye hier een veerpont nemen. De brug waar tol werd geheven vormde een inkomstenbron voor de heren van Chatou. De inwoners leefden vooral van de wijnbouw en de graanteelt. In de 17e eeuw kwam er een wekelijkse maandagmarkt in Chatou

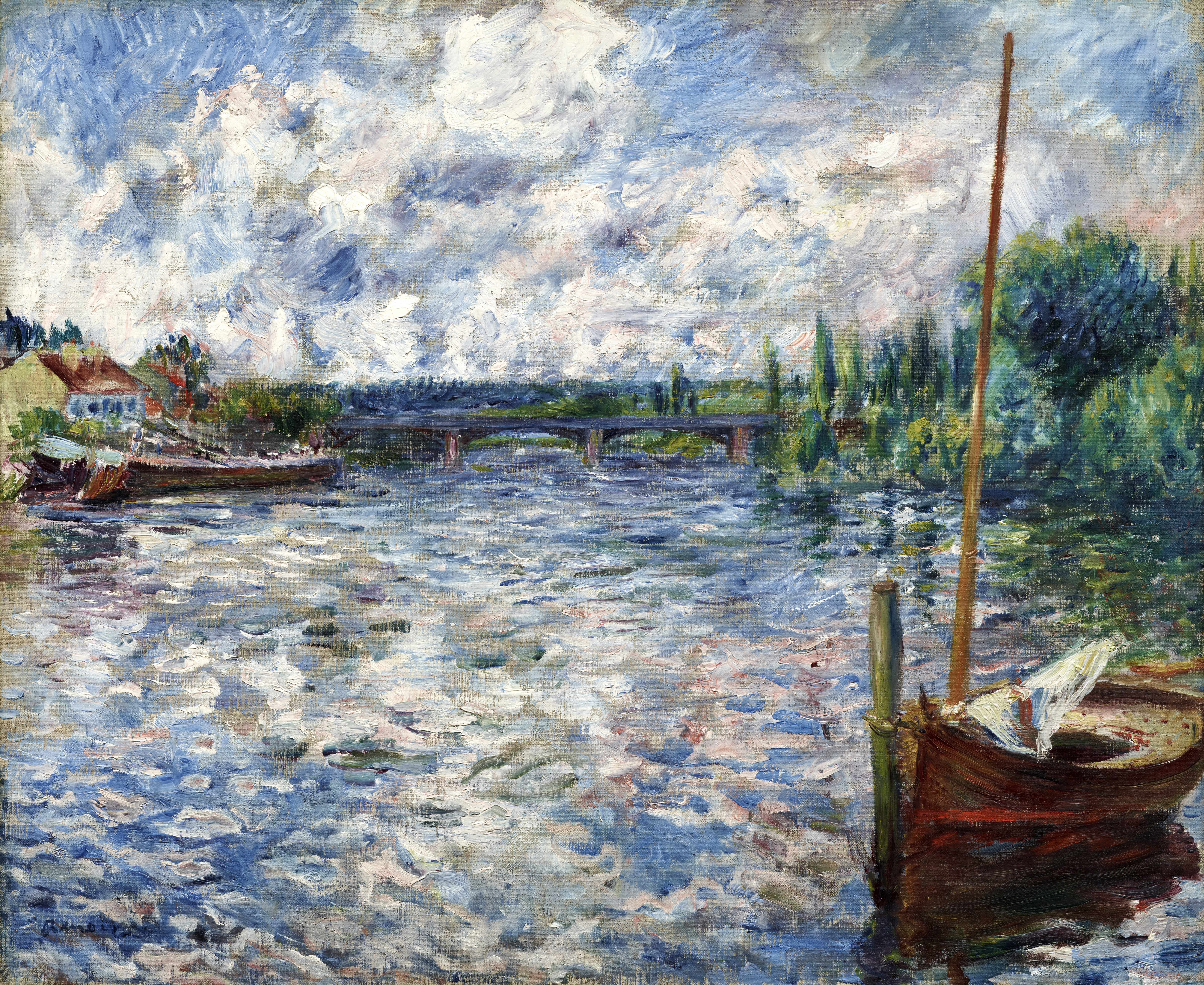
La Seine à Chatou (Pierre-Auguste Renoir, 1874)

Aan het einde van de 18e eeuw won de groententeelt aan belang. In 1762 kocht Henri-Léonard de Bertin, minister van koning Lodewijk XV, de heerlijkheid Chatou. Hij breidde het kasteeldomein aan en legde een experimentele groententuin aan. Hij kweekte hier onder andere aardappelen en was zo mee verantwoordelijk voor de verspreiding van deze teelt in Frankrijk. Hij liet ook een tweede kasteel en de Nymphée de Soufflot bouwen. Er kwamen ook buitenhuizen van rijke Parijzenaars in Chatou; het huidige gemeentehuis (1730) is hiervan een voorbeeld.

### Moderne tijd
Bertin was niet populair in Chatou en na de Franse Revolutie werd zijn kasteel geplunderd. Het kasteeldomein werd verkaveld en stilaan begon Chatou te verstedelijken. De komst van de spoorweg in 1837 speelde hierbij een belangrijke rol. De houten brug maakte plaats voor een nieuwe brug. Chatou aan de Seine was een populaire bestemming voor de Parijzenaars en ook voor verschillende kunstenaars. Bekend was het restaurant Fournaise op het kunstmatige riviereiland Île de Chatou, geschilderd door Pierre-Auguste Renoir. Burgemeester Maurice Berteaux droeg aan het einde van de 19e eeuw bij tot de ontwikkeling van de gemeente. Er kwam industrie in de gemeente, die verder verstedelijkte. In de eerste helft van de 20e eeuw bestonden de nieuwen wijken uit individuele woningen maar daarna werden ook veel appartementsgebouwen opgetrokken. Aan het einde van de jaren 1960 werd ook het oude dorpscentrum gemoderniseerd.

## Geografie
De oppervlakte van Chatou bedroeg op 1 januari 2022 5,08 vierkante kilometer; de bevolkingsdichtheid was toen 5.916,1 inwoners per km². De gemeente ligt in de Boucle de Montesson, een grote meander in de Seine. De plaats ligt ongeveer 10 km ten westen van Parijs aan de Seine. Het hoogste punt van de gemeente ligt op 57 meter hoogte; de drempel van het gemeentehuis ligt op 35 meter hoogte.
De onderstaande kaart toont de ligging van Chatou met de belangrijkste infrastructuur en aangrenzende gemeenten.

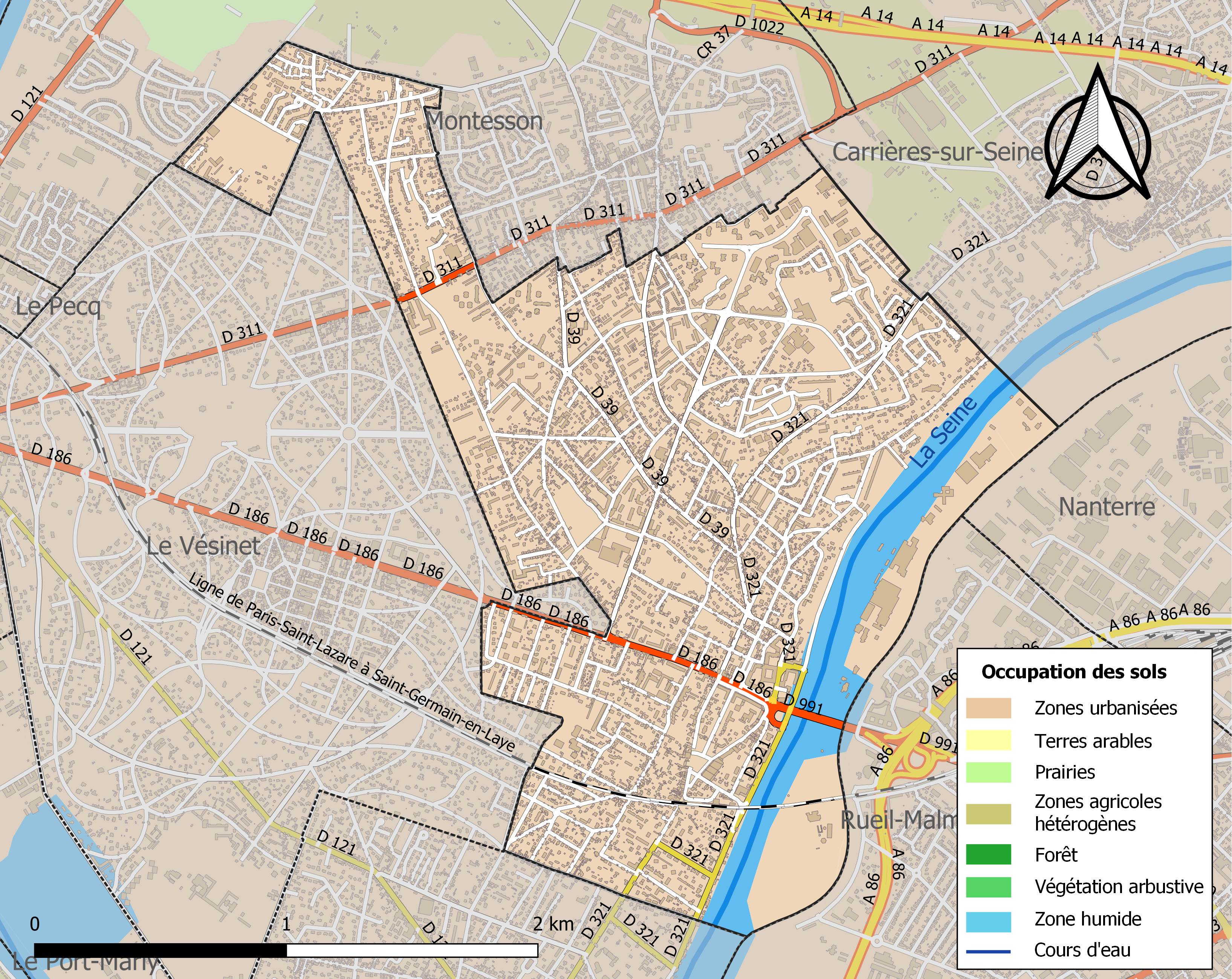

## Demografie
In 1800 waren er bijna 1000 Catoviens. Onderstaande figuur toont het verloop van het inwonertal (bron: INSEE-tellingen).

## Verkeer en vervoer
In de gemeente ligt station Chatou - Croissy, onderdeel van het RER-netwerk.

## Sport
Chatou was één keer etappeplaats in de wielerkoers Ronde van Frankrijk. Op 18 juli 2021 startte er de door de Belg Wout van Aert gewonnen slotrit naar Parijs. De edities van Parijs-Roubaix van 1898 en 1899 vertrokken vanuit Chatou.

## Geboren in Chatou
- André Derain (1880-1954), kunstschilder